# 株式・株式合資会社
株式・株式合資会社（かぶしきかぶしきごうしがいしゃ、独: AG & Co. KGaA）は、ドイツ法による企業形態の1つ。
株式合資会社の一種であり、無限責任出資者にあたるものが株式会社であるのが特徴である。
1997年5月20日に連邦裁判所で、有限株式合資会社 (GmbH & Co. KGaA)とともに合法とされた。